# Ithkuil
Ithkuil oder Iţkuîl [ˈɪθkʊil] ist eine konstruierte Sprache, die zwischen 1978 und 2004 von John Quijada entwickelt wurde. Der Autor hat sie laut eigener Aussage als philosophische A-priori-Sprache entwickelt, die stark auf logischen Prinzipien aufbaut. Quijadas Ziel war es, eine Sprache zu entwickeln, die ein Maximum an sprachlicher Information so kompakt wie möglich kodiert und somit demonstriert, was zumindest theoretisch mit menschlicher Sprache alles möglich ist.
Das vorläufige Ergebnis ist eine Sprache, die in ihrer grammatischen Struktur extrem kompliziert ist, so dass der Aufwand, sie zu erlernen, im Vergleich zu anderen (natürlichen wie konstruierten) Sprachen enorm wäre. Dies war seitens Quijada aber auch nie vorgesehen. Er verpackt in dieser Sprache alle möglichen Konzepte, die aus Grammatiken anderer Sprachen bekannt sind, wie auch selbst erfundene Konzepte, die er alle eingehend und nachvollziehbar erläutert.

## Phonologie
Ithkuil hat – um möglichst kurze Wörter zu ermöglichen – ein extrem vielfältiges phonologisches System. Das Phoneminventar besteht insgesamt aus 65 Konsonanten (darunter aspirierte Konsonanten, Ejektive und der Knacklaut) und 17 Vokalen. Einige Konsonanten können silbisch ausgesprochen werden. Vokale werden immer ‚rein‘ ausgesprochen und können diphthongiert werden. Außerdem ist eine ganze Reihe von Allophonen beschrieben. Phonologische Prozesse, die im Ithkuil vorkommen sind: Gemination, Wortakzentwechsel sowie fünf Tonformen. Zudem hat Quijada für die Sprache sehr ausführliche phonotaktische wie euphonische Regeln ausgearbeitet.

## Morphologie
In der Morphologie von Ithkuil gibt es lediglich zwei Wortarten: Formative und Adjunkte. Formative entsprechen in etwa Nomina und Verben. Diese werden aus einem Wortstamm gebildet, der sich aus einer Wurzel zusammensetzt, die wiederum aus zwei konsonantischen Komponenten („Radikalen“) besteht. Für jede Komponente gibt es 60 unterschiedliche Formen, womit sich eine theoretisch maximale Anzahl von 3600 Wurzeln ergibt. Der Stamm wird nun durch das Hinzufügen eines vokalischen Infix gebildet. Welcher der 36 möglichen Infixe gewählt wird, hängt davon ab, welche morphologischen Konzepte man dem Stamm zuweisen will. Zusätzlich gibt es für alle Laute eine Reihe an sogenannten „Mutations-Regeln“, die aus einer morphologisch determinierten Form eine Vielzahl an phonologischen Variationen produziert.
Adjunkte übernehmen die Funktion von Pronomen, Artikeln, Präpositionen oder Konjunktionen, aber auch von Hilfs- oder Modalverben. Die Adjunkt-Morphologie unterscheidet sich von Typ zu Typ und ist annähernd so umfangreich wie die Morphologie der Formative.
Weitere erwähnenswerte Merkmale der Morphologie sind beispielsweise, dass die Valenz eines Verbs direkt angezeigt wird, und dabei 14 Formen unterschieden werden. Außerdem kennt Ithkuil 81 Kasus, und bewerkstelligt dadurch feinste Bedeutungsunterscheidungen.

## Syntax
Die Syntax ist im Vergleich zu den anderen Bereichen der Sprache überraschend knapp gehalten. Das erklärt sich dadurch, dass durch die große Vielfalt an morphologischen Konzepten, sämtliche semantische und pragmatische Informationen vorgegeben werden können. Somit kann die Satzstellung in Ithkuil auch überaus frei gewählt werden. Es gibt jedoch zwei Grundstellungen, die allgemein anzuwenden sind. Die eine gilt für Haupt-, die andere für Nebensätze. Grob gesprochen gilt für erstere SOV (Subjekt – Objekt – Verb), für zweitere VOS. Die einzigen Beschränkungen, denen die Satzstellung unterliegt, sind jene Fälle, in denen ein direktes attributives Verhältnis zwischen zwei oder mehreren Konstituenten ausgedrückt werden soll.

## Schrift

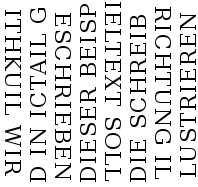
Ithkuil wird in Içtaîl geschrieben. Dieser Beispieltext soll die Schreibrichtung illustrieren.

Die Schrift, in der Ithkuil geschrieben werden soll, heißt Içtaîl  [ˈɪçtail]. Dabei handelt es sich um eine „morpho-phonemische Schrift“, was bedeutet, dass die verwendeten Zeichen teilweise direkte Information über den Lautwert enthalten, wie auch Information über die morphologische Verwendung. Jene Teile eines Wortes, deren Aussprache vorhersagbar ist, werden nicht geschrieben, während jene Teile, die auf den Lautwert des nicht vorhersagbaren Teils hinweisen, gleichzeitig grammatische Information tragen, die notwendig ist, um die ungeschriebenen Teile zu rekonstruieren. Somit ergibt sich auch in der Schrift eine extrem dichte Menge an Information. Wenn man alle möglichen Kombinationen von Teilsymbolen annimmt, ergibt sich eine Summe von 3606 Zeichen.
Die Zeichen werden linear angeordnet, allerdings wird nicht in eine einheitliche Richtung geschrieben, sondern „vertikal furchenwendig“ (siehe Bustrophedon). Die Zeichen werden dabei nicht gespiegelt, sondern um 180 Grad gedreht, wie es das Beispiel rechts illustriert.

### Beispielsatz

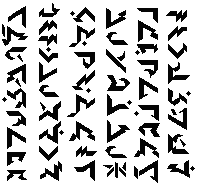
Beispielsatz

Rechts ist ein Beispielsatz zu sehen, der in Içtaîl geschrieben ist.
offizielle Ithkuil-Transkription: Pull ̀ uíqišx ma’wałg eřyaufënienˉ päţwïç auxë’yaļt xne’wïļta’şui tua kit öllá yaqazmuiv li’yïrzişka’ p’amḿ aìlo’wëčča šu’yehtaş
Transkription im IPA: [ˈpʊlːˋ ʊˈɪˊqɪʃx ˈmaʔwaʟɡ ɛʁjɑʊfɤˈnɪɛnˉ ˈpæθwɯç aʊˈxɤʔjaɬt xnɛʔwiɬˈtaʔʂʊɪ tʊa kɪt œlːˈaˊ jaˈqazmʊɪv lɪʔjɯɾˈzɪʂkaʔ p’amːˊ aɪlɔˈwɤtʃːa ʃʊʔˈjɛhtaʂ]
Anhörenⓘ
Deutsche Übersetzung: Sowie unser Fahrzeug den Boden verlässt und über den Rand der Klippe in Richtung Talboden stürzt, grüble ich darüber nach, ob es möglich ist, dass mich jemand einer moralisch verwerflichen Tat bezichtigt, nachdem ich es unterlassen habe, einen angemessenen Kurs entlang der Fahrbahn aufrechtzuerhalten.

## Lexikon
Nachdem durch die elaborierte Morphologie aus einem Lexem eine Vielzahl unterschiedlicher Wörter abgeleitet werden können, ist das Lexikon von entsprechend geringem Umfang. Prinzipiell würde die Morphonologie Ithkuils durch die 3600 möglichen Wurzeln mit ihren Stämmen über 100.000 Lexeme erlauben, effektiv braucht es allerdings viel weniger um alle möglichen Konzepte auszudrücken.
2008 waren 643 Wurzeln beschrieben, aus denen 11574 Stämme gebildet wurden.
Um der strengen Ordnung in der Sprache Rechnung zu tragen, hat Quijada das Lexikon in 17 semantische Klassen eingeteilt, die sich anhand der alphabetischen Reihenfolge der Radikale erkennen lassen. Diese Klassen sind in aller Kürze: numerische Konzepte, Vergleiche, Mathematik – intellektuelle/kognitive Konzepte – Konzepte zur Veränderung, Ursache und Wirkung – Zustände organischer Materie – Konzepte zur Kommunikation, Lernen und Sprache – physikalische Zustände von Materie im Allgemeinen – räumliche Konzepte, Form und Bewegung – Taxonomie organischen Lebens – Taxonomie physikalischer Substanzen – Konzepte zur Relation, Identität und Beziehung – räumliche Ordnung/Anordnung, Konfiguration – sozial oder extern-induziertes Kunstempfinden – persönliche Gefühle/Vorlieben/Affekte/Emotionen – Ausprägungen sozialen Willens oder persönlicher Beziehungen – Konzepte der Existenz/Status/Erscheinen/Subjektivheit – Ausprägungen persönlichen Willens – zeitliche Konzepte.

### Zahlen
|    | Ithkuil |    | Ithkuil |    | Ithkuil |    | Ithkuil |    | Ithkuil |    | Ithkuil |    | Ithkuil |    | Ithkuil |    | Ithkuil |       | Ithkuil |
| -- | ------- | -- | ------- | -- | ------- | -- | ------- | -- | ------- | -- | ------- | -- | ------- | -- | ------- | -- | ------- | ----- | ------- |
| 1  | llal    | 11 | llalik  | 21 | llalök  | 31 | llalek  | 41 | llalîk  | 51 | llalak  | 61 | llalûk  | 71 | llalok  | 81 | llalük  | 91    | llaluk  |
| 2  | ksal    | 12 | ksalik  | 22 | ksalök  | 32 | ksalek  | 42 | ksalîk  | 52 | ksalak  | 62 | ksalûk  | 72 | ksalok  | 82 | ksalük  | 92    | ksaluk  |
| 3  | ţkal    | 13 | ţkalik  | 23 | ţkalök  | 33 | ţkalek  | 43 | ţkalîk  | 53 | ţkalak  | 63 | ţkalûk  | 73 | ţkalok  | 83 | ţkalük  | 93    | ţkaluk  |
| 4  | pxal    | 14 | pxalik  | 24 | pxalök  | 34 | pxalek  | 44 | pxalîk  | 54 | pxalak  | 64 | pxalûk  | 74 | pxalok  | 84 | pxalük  | 94    | pxaluk  |
| 5  | sţal    | 15 | sţalik  | 25 | sţalök  | 35 | sţalek  | 45 | sţalîk  | 55 | sţalak  | 65 | sţalûk  | 75 | sţalok  | 85 | sţalük  | 95    | sţaluk  |
| 6  | cqal    | 16 | cqalik  | 26 | cqalök  | 36 | cqalek  | 46 | cqalîk  | 56 | cqalak  | 66 | cqalûk  | 76 | cqalok  | 86 | cqalük  | 96    | cqaluk  |
| 7  | nsal    | 17 | nsalik  | 27 | nsalök  | 37 | nsalek  | 47 | nsalîk  | 57 | nsalak  | 67 | nsalûk  | 77 | nsalok  | 87 | nsalük  | 97    | nsaluk  |
| 8  | fyal    | 18 | fyalik  | 28 | fyalök  | 38 | fyalek  | 48 | fyalîk  | 58 | fyalak  | 68 | fyalûk  | 78 | fyalok  | 88 | fyalük  | 98    | fyaluk  |
| 9  | xmal    | 19 | xmalik  | 29 | xmalök  | 39 | xmalek  | 49 | xmalîk  | 59 | xmalak  | 69 | xmalûk  | 79 | xmalok  | 89 | xmalük  | 99    | xmaluk  |
| 10 | mřal    | 20 | mřalik  | 30 | mřalök  | 40 | mřalek  | 50 | mřalîk  | 60 | mřalak  | 70 | mřalûk  | 80 | mřalok  | 90 | mřalük  | (100) | (ňal)   |

## Neue Version
2007 präsentierte Quijada eine neue Version von Ithkuil, die er Iláksh nennt. Angeregt wurde er dazu, nachdem eine Gruppe russischsprachiger Interessierter ankündigte, sie wolle Ithkuil lernen. Die Begeisterung dazu wurde durch einen Artikel [1] im russischen Computermagazin „Kompjuterra“ ausgelöst, in dem unter anderem die Möglichkeit diskutiert wurde, man könne durch die extreme Prägnanz dieser Sprache auch schneller denken, würde man es nur zustande bringen, diese Sprache zu lernen. Da Quijada bei der Konzeption von Ithkuil nicht die Absicht hatte, dass diese Sprache zur Kommunikation tatsächlich verwendet wird, aber gleichzeitig dieses Interesse unterstützen wollte, entschloss er sich dazu, Iláksh zu konstruieren, das im Prinzip so wie Ithkuil funktioniert, jedoch ein Phoneminventar von lediglich 38 Konsonanten und 10 Vokalen aufweist (statt 65 Konsonanten und 17 Vokalen). Damit sollte es zumindest leichter möglich sein, die Wörter auszusprechen.